# Maria Theresia (film)
Ne doit pas être confondu avec Marie-Thérèse d'Autriche (série télévisée).
Pour plus de détails, voir Fiche technique et Distribution.
Maria Theresia (titre français : L'Impératrice Marie-Thérèse) est un film autrichien réalisé par Emil-Edwin Reinert, sorti en 1951.

## Synopsis
En 1762, l'impératrice autrichienne Marie-Thérèse reçoit une lettre du front la mettant en face de la question d'attaquer la Prusse ou non. Elle décide de mettre fin à la guerre et d'un traité de paix, même s'il lui est difficile de se concentrer sur les affaires d'État. Elle a des problèmes personnels, elle soupçonne son mari François d'être de nouveau avec sa maîtresse, la comtesse Aliano. La nuit, Marie-Thérèse est seule. Le lendemain, son fils lui apporte un médaillon que son père a perdu. À l'intérieur, il y a le portrait de la comtesse Aliano.
Marie-Thérèse s'isole dans le Hofburg et se perd dans ses souvenirs. Lors d'un bal masqué au château de Schönbrunn, elle fait la connaissance de la jolie comtesse Aliano qui devient sa dame de compagnie. Comme elle soupçonne une relation entre la comtesse et l'empereur, elle organise un mariage avec le prince Trautperg qui meurt peu dans un accident de chasse. Marie-Thérèse se sent coupable et accepte la présence de la comtesse Aliano à la Cour.
Le comte de Kaunitz cherche désespérément dans le Hofburg l'impératrice pour lui remettre un billet secret et urgent. L'empereur n'a pas passé la nuit avec la comtesse, mais à une table de jeu. Il apprend que sa femme est introuvable et découvre sur son bureau le médaillon avec le portrait de la comtesse. Il retrouve Marie-Thérèse. Ils se parlent et se rendent compte qu'ils aiment comme avant. Ensemble, ils se montrent à la Cour. Marie-Thérèse ouvre le message secret : il annonce que la guerre avec la Prusse est finie et qu'il y a la paix.

## Fiche technique
- Titre : Maria Theresia
- Réalisation : Emil-Edwin Reinert
- Scénario : Hans Rameau
- Musique : Alois Melichar
- Direction artistique : Werner Schlichting
- Costumes : Gerdago
- Photographie : Friedl Behn-Grund
- Production : Paula Wessely
- Sociétés de production : Paula Wessely Filmproduktion GmbH
- Société de distribution : Union-Film
- Pays d'origine :  Autriche
- Langue : allemand
- Format : Noir et blanc - 1,37:1 - Mono - 35 mm
- Genre : Drame
- Durée : 91 minutes
- Dates de sortie :
  -  Allemagne : 18 décembre 1951.
  -  Autriche : 19 décembre 1951.
  -  France : 25 mai 1954[1].

## Distribution
- Paula Wessely : Marie-Thérèse
- Fred Liewehr : François
- Marianne Schönauer : Maria Valeria von Aliano, princesse Trautperg
- Erik Frey : Le prince Trautperg
- Rosa Albach-Retty : La comtesse Fuchs
- Rudolf Fernau : Le comte Kaunitz, chancelier d'État
- Gees Lasoeur : van Swieten, médecin de la Cour
- Dagny Servaes : La comtesse Hagen, Obersthofmeisterin
- Maria Eis : La princesse Gollinsky
- Nina Sandt : La comtesse Susi Bernburg
- Milan von Kamare : Le comte Lichtenau
- Rolf Wanka : Khevenhüller
- Attila Hörbiger : Harrach, le président du Hofkriegsrat
- Adrian Hoven : Cordona, lieutenant
- Otto Tressler : Graf Aliano, le père de Valeria
- Loni von Friedl: Marie Antoinette
- Peter Klein : Ferdinand
- Ingeborg Richter : Marie Caroline
- Karl Haberfellner : Leopold
- Susanne Kissner : Marie-Amélie

## Source de la traduction
- (de) Cet article est partiellement ou en totalité issu de l’article de Wikipédia en allemand intitulé « Maria Theresia (Film) » (voir la liste des auteurs).